# Rizal Ramli
Rizal Ramli, né le 10 décembre 1954 à Padang (Sumatra occidental) et mort à Jakarta le 2 janvier 2024, est un homme politique et économiste indonésien.

## Biographie
Rizal Ramli est un ancien militant étudiant. Il a occupé le poste de ministre de coordination des affaires maritimes sous le Cabinet de travail du président Joko Widodo. Il a également servi sous l'administration du président Abdurrahman Wahid en tant que président du l'agence indonésien de la logistique (Bulog), ministère de coordination du Économie, Finances et Industrie également ministre des Finances au sein du cabinet d'unité nationale.
Sur la scène internationale, on a fait confiance à Rizal Ramli pour siéger aux comités consultatifs économiques des ONU. Le nom de Ramli a également été proposé en tant que Secrétaire général de la Commission économique et sociale pour l'Asie et le Pacifique (CESAP), mais afin de se concentrer sur le service  Indonésie il a refusé la nomination.
Après un moment hors du cercle du pouvoir en août 2015, Rizal Ramli est sollicité par le président Joko Widodo pour servir le pays en tant que responsable de la planification, de la coordination et de la synchronisation des politiques en matière maritime. Même au gouvernement, son attitude critique n'a pas changé. Rizal Ramli lance fréquemment des critiques cinglantes (qu'il a qualifiées de « kepret ») envers quelque chose qu'il jugeait non conforme aux intérêts nationaux, à l'origine du surnom de « Rajwali Ngepret ».